# Слободан Кузманов
Слободан Кузманов Куза (Нови Сад, 29. март 1947 — Нови Сад, 10. мај 2016) био је српски сликар, графичар, графички дизајнер и карикатуриста.

## Биографија
Слободан Кузманов је завршио Школу за примењену уметност (1967) у Новом Саду. Запослио се 1969. као ликовни и технички уредник у студентском листу “Индекс”, а касније је тај посао обављао и у “Гласу омладине”, “Страву” и у “Дневнику”.
Сликарски израз Слободана Кузманова углавном се одвијао у оквиру графичког, дизајнерског и цртачког рада. Ликовној публици највише је био препознатљив  по мапи колорисаних графика  са мотивима пужева, знакова зодијака у комбинацији са Тврђавом и митским Пегазом у лету.

## Самосталне изложбе
- Нови Сад (5 пута),
- Беч.

## Групне изложбе
- Загреб,
- Београд,
- Нови Сад,
- Сремски Карловци,
- Сарајево,
- Светозарево,
- Сремска Митровица,
- Монтреал,
- Париз,
- Братислава,
- Вроцлав…

## Награде
- Награда за актуелну каикатуру на Међународном салону карикатуре у Монтреалу (1970. и 1971),
- Награда пунолетства за уметничку карикатуру, Нови Сад (1970),
- Прва награда СЛПУЈ за плакат УНЕСКО-а Београд (1971),
- Похвала мајског салона “Експеримент 5” за плакат, Београд (1973).